# ارنست ام هنلی
 ارنست ام هنلی (انگلیسی: Ernest M. Henley؛ زاده ۱۰ ژوئن ۱۹۲۴) یک فیزیک‌دان اهل ایالات متحده آمریکا است.